# ロスタム郡
ロスタム郡（ペルシア語: شهرستان رستم）は、イランの郡である。郡中心市はマスィーリー。2006年の国勢調査後にママッサーニー郡のロスタム地区が分離されて新設された郡である。2016年当時の人口は44,386人、12,668世帯。